# Vérines
Vérines ist eine französische Gemeinde mit 2.375 Einwohnern (Stand: 1. Januar 2022) im Département Charente-Maritime in der Region Nouvelle-Aquitaine. Sie gehört zum Arrondissement La Rochelle, zum Kanton La Jarrie und ist Mitglied im Gemeindeverband La Rochelle Agglomération. Die Einwohner werden Vérinois(es) genannt.

## Geografie
Vérines liegt etwa 18 Kilometer ostnordöstlich von La Rochelle in der historischen Landschaft Aunis. Umgeben wird Vérines von den Nachbargemeinden Longèves im Norden und Nordosten, Angliers im Osten, Anais im Osten und Südosten, Saint-Christophe im Süden und Südosten, Saint-Médard-d’Aunis im Süden, Sainte-Soulle im Westen sowie Saint-Ouen-d’Aunis im Nordwesten.
Durch die Gemeinde führt die Route nationale 11.

## Bevölkerungsentwicklung
| Jahr      | 1962 | 1968 | 1975 | 1982 | 1990 | 1999 | 2006 | 2012 |
| Einwohner | 758  | 729  | 785  | 1022 | 1166 | 1377 | 1642 | 2137 |

## Sehenswürdigkeiten

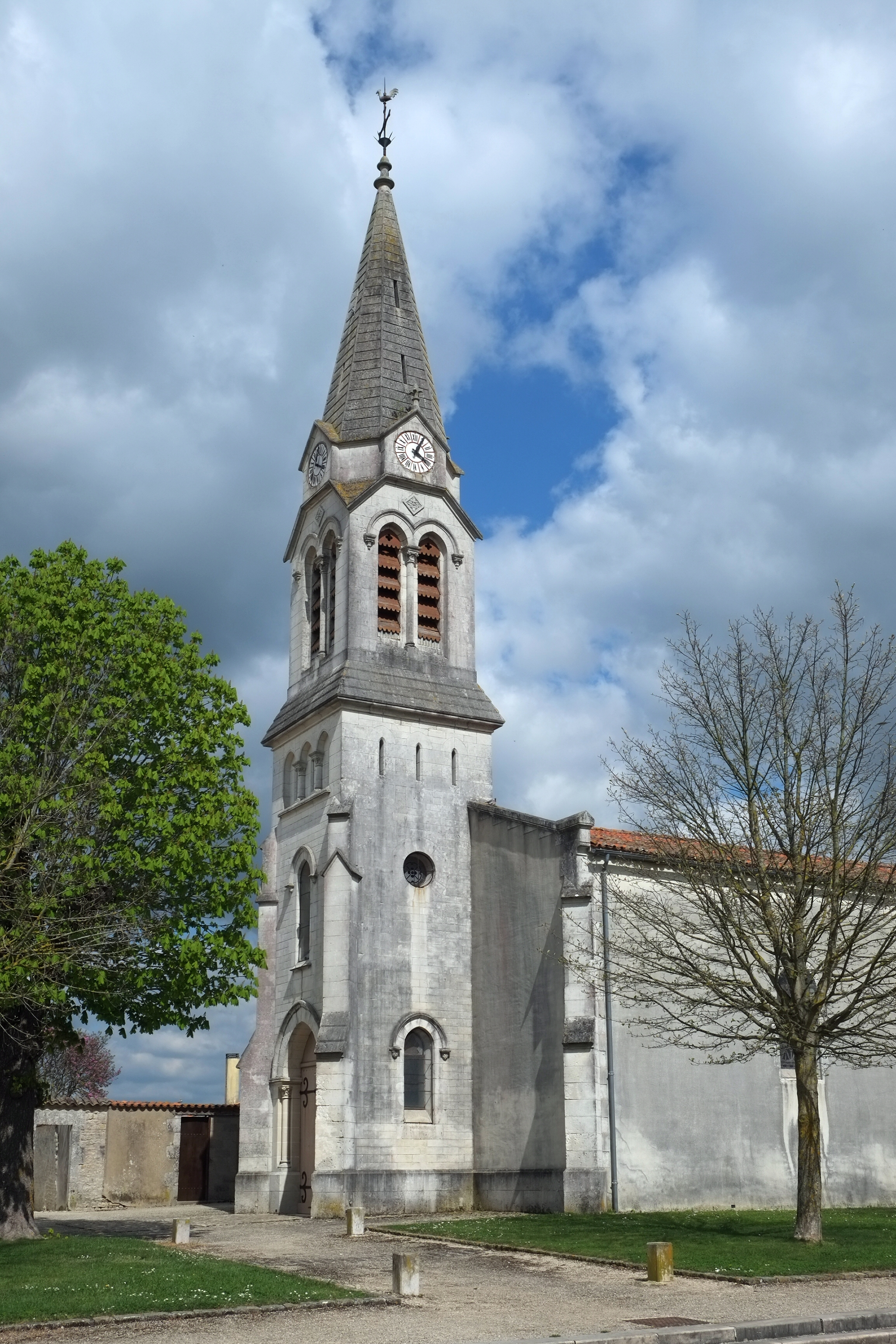
Kirche Notre-Dame

Siehe auch: Liste der Monuments historiques in Vérines
- Schloss Fontpatour aus dem 19. Jahrhundert
- Kirche Notre-Dame
- Ehemalige Molkerei